# Praia da Sununga

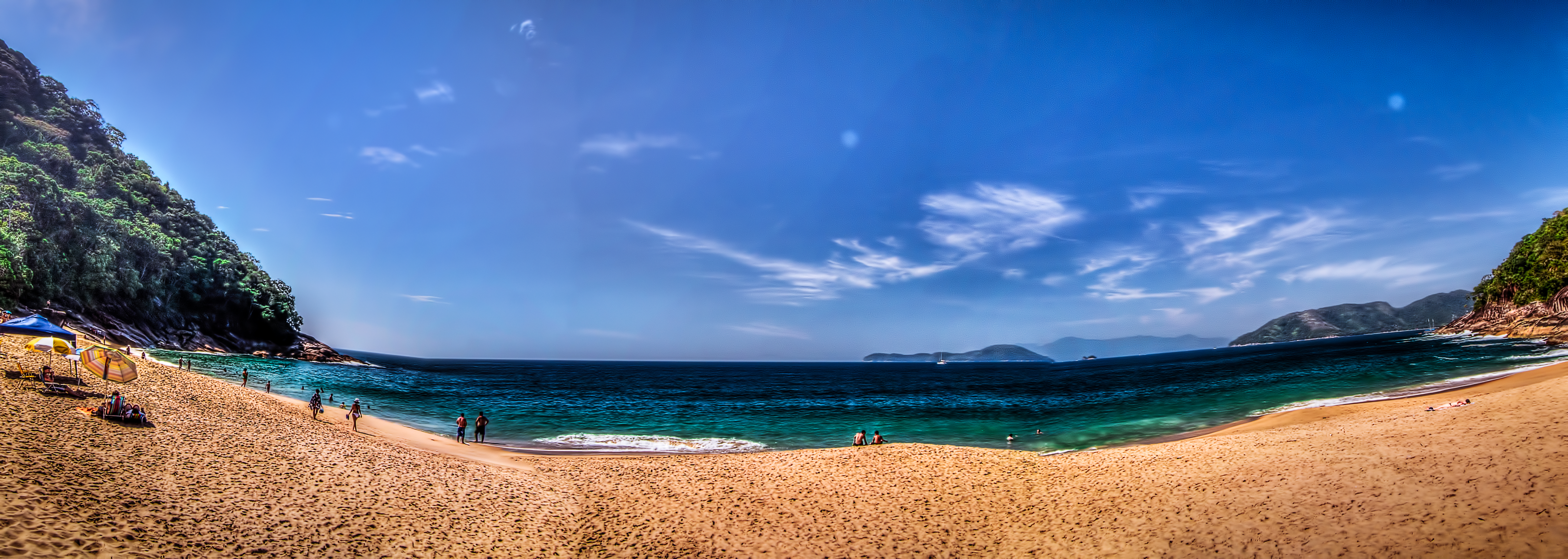

Praia da Sununga vista da Gruta que chora
A Praia da Sununga localiza-se no município de Ubatuba, no estado de São Paulo. Reconhecida internacionalmente como uma das melhores praias do mundo para a prática do skimboard, é chamada de "capital do skimboard" e já foi cenário de filmes como O Pinguim e o Pescador.